# Alfred Stühmer
Alfred Stühmer (* 28. Februar 1885 in Magdeburg; † 2. Juni 1957 in Freiburg im Breisgau) war ein deutscher Dermatologe und Hochschullehrer.

## Leben
Alfred Stühmer studierte nach dem Ende seiner Schullaufbahn Medizin an den Universitäten Jena, München sowie Breslau. Er wurde 1910 zum Dr. med. promoviert und im selben Jahr approbiert. Anschließend war er als Assistenzarzt in Marburg, Frankfurt am Main und Breslau (Albert Neisser) tätig, wo er seine fachärztliche Ausbildung absolvierte. Am Ersten Weltkrieg nahm er als Truppenarzt teil. An der Universität Freiburg war er ab 1919 als Oberarzt unter Georg Alexander Rost tätig und es folgte dort 1920 seine Habilitation für Dermatologie. Anschließend wirkte er dort als Privatdozent und ab 1924 als außerordentlicher Professor. Er wurde 1925 auf den neugeschaffenen Lehrstuhl für Dermatologie an die Universität Münster berufen und wurde dort erster Direktor der Universitätshautklinik. Im April 1934 wechselte er auf den Lehrstuhl für Dermatologie nach Freiburg, wo er bis zu seinem Tode wirkte und ebenfalls als Direktor der örtlichen Universitätshautklinik vorstand. An der medizinischen Fakultät war er von 1937 bis 1940 Dekan und anschließend bis 1945 Prodekan.
Zur Zeit des Nationalsozialismus trat er 1937 der NSDAP bei (Mitgliedsnummer 4.716.314). Auch der Nationalsozialistische Volkswohlfahrt, dem NS-Altherrenbund und dem NS-Ärztebund gehörte an. Auch war er Mitglied des NS-Dozentenbundes und Reichsbundes Deutsche Familie. Als Dekan setzte er sich für den Entzug der Ehrendoktorwürde von NS-Gegnern ein, so zum Beispiel bei dem bereits ermordeten SPD-Politiker Ludwig Marum. Andererseits befürwortete er die Behandlung jüdischer Patienten und anerkannte die medizinischen Verdienste zweier jüdischer Mediziner.
Nach Kriegsende wurde Stühmer entnazifiziert. Bis auf eine 1937 im nationalsozialistischen Duktus gehaltene Universitätsrede hatte er sich nicht weiter politisch betätigt und seine Mitgliedschaften in NS-Organisationen und Partei mit Rücksicht auf dienstliche und ärztliche Belange begründet. Mit einer Gehaltskürzung und dem zweijährigen Verbot universitäre Ämter zu bekleiden oder Reden zu halten konnte er seinen Lehrstuhl behalten. Laut Albrecht Scholz zählt Stühmer „zu den politischen Seiltänzern, die mit ihrem Schweigen viele Maßnahmen des NS-Regimes ermöglichten, in offiziellen Reden die Grundsätze der NSDAP unterstützten und im praktischen Leben oft eigene, von der Partei unabhängige Wege gingen.“
Seine Forschungsschwerpunkte waren insbesondere die Hauttuberkulose und Syphilis. Er war Begründer der Lupusheilstätte Haus Hornheide bei Münster. Er galt als Förderer der Moulagenkunst. Stühmer war Autor von Fachveröffentlichungen.

## Sportliches Wirken
Stühmer war 1919 Mitbegründer und bis 1924 erster Präsident des traditionsreichen Schwimmvereins SSV Freiburg. In der Folge verfasste er auch Schwimmsportbücher.

## Ehrungen
- Wahl zum Mitglied der Deutschen Akademie der Naturforscher Leopoldina (1940)[7]
- Schaudinn-Hoffmann-Plakette (1955)[1]
- Präsident der 
Deutschen Gesellschaft zur Bekämpfung der Geschlechtskrankheiten (1955–1957)[8]
- Stühmerweg in Münster (1962)[1]